# Alpine Experience
The Alpine Experience ist eine Ethno-Jazzband aus der Schweiz.

## Hintergrund
Das Sextett The Alpine Experience ist eine „Weiterentwicklung“ aus der Alpine Jazz Herd, einer Gruppe, welche gemeinsam von Hans Kennel und dem Saxophonisten und Musikwissenschaftler Jürg Solothurnmann gegründet und seit 1983 geleitet wird.
Obwohl die sowohl in ihrer Instrumentierung, als auch in ihren Werken stark durch die Volksmusik beeinflusst ist, ist sie bei den meisten ihrer Werke deutlich im Jazz-Bereich einzuordnen. Da der Ursprung der Band eher im Creative Jazz zu suchen ist, ist ihre Musik stark durch Improvisation geprägt, obwohl es sich dabei trotzdem um tanzbare Musik und um „eine originelle Mischung aus Schweizer Folklore, gekonntem Jodeln und modernen Jazzeinflüssen“ handelt. Das zweite ihrer Alben ist mit dem dem Muotathaler Jützli, einem regionalen Naturjodel, verpflichteten Gesangs-Quartett Geschwister Schönbächler entstanden.

## Diskografie
- Rosa Loui (TCB Records, 1998)
- The Alpine Experience/The Schönbächler Sisters (S’heuis) A Call from the Alps (TCB, 2003)